# 리사 지노 처긴
리사 지노 처긴(영어: Lisa Zeno Churgin, 1955년 1월 20일 ~ )은 미국의 영화 편집자이다. 영화 《사이더 하우스》(감독 라세 할스트룀) 편집으로 1999년 아카데미 편집상 후보에 올랐다. 잘 알려진 작품으로는 《가타카》, 《문라이트 마일》, 《피치 퍼펙트》 등이 있다.

## 출연 작품
- 미스터 스마일 (2018)
- 피터와 드래곤 (2016)
- 킬러 인 하이스쿨 (2015)
- 프리스트 (2011)
- 텐더니스 (2009)
- 어글리 트루스 (2009)
- 프라이드 앤 글로리 (2008)
- 헨리 풀 이즈 히어 (2008)
- 라스트 키스 (2006)
- 모짜르트와 고래 (2005)
- 당신이 그녀라면 (2005)
- 모래와 안개의 집 (2003)
- 문라이트 마일 (2002)
- 리노의 하룻밤 (2001)
- 웨딩 플래너 (2001)
- 비포 뉴 이어 (1999)
- 사이더 하우스 (1999)
- 지구에서 달까지 (1998)
- 가타카 (1997)
- 데드 맨 워킹 (1995)
- 롱 맨 (1993)
- 밥 로버츠 (1992)
- 실수로 태어난 여자 (1991)